# デブ
デブとは、日本語で肥満体型のこと。また、そのような体型の人間を嘲った言い方。

本記事では、言語としてのデブについて記述する。

## 概要
一般的には蔑称や差別用語として扱われることが多いが、お笑い芸人には、デブであることを売りにしているタレントもいる（略して「デブタレ」などと呼ばれる）。例えば、テレビ番組『元祖!でぶや』は、主な出演者がデブであることを売りにしている。
前述のとおり、デブには侮蔑的意味合いが含まれるため、最近は「ぽっちゃり」と言い換えることもあり、特にぽっちゃりした女性のことを『マシュマロ女子』などと呼ぶ動きもある。またアイドルグループPottyaは、肥満女性だけで構成されている。
ほかに『日本俗語大辞典』は類語として「ふとっちょ・でぶっちょ・ブー・ぶた」などを挙げる。
デブにフェティシズムを持つ人間を「デブ専」と呼び、アダルトビデオの1ジャンルにもなっており、専門のAVメーカーも存在する。
英語では fat、fatty という単語が日本語の「デブ」と同様の意味を持つ蔑称であるため、“stout”（恰幅が良い、年配者に用いる）、“plump” / “chubby”（丸々と肉付きが良い、ぽっちゃりした、赤ん坊や子供・若年層に用いる）などと言い換えられる。女性に対しては "BBW" (Big Beautiful Woman) と表現される。

### 語源
江戸時代から「肥満したさま」を表す「でっくり・でっぷり」という副詞が使われている。また、「しまりなく肥満したさま」を表す「でぶでぶ」という副詞もある。オノマトペとしての「でぶでぶ」が名詞化されたというのが一般的な説である。
民間語源的な別の説としては、「二重顎」を意味する英語、double chinが肥満を揶揄するスラングとして使われているうちに、明治時代以降の日本において「でぶちん」として聞き取られて次第に略されたというものもある。浅田次郎は前述の「でっぷり」説や「でぶちん」説と併記する形で「開発」を意味する英語であるdevelopmentが略されたものではないかという説も提示されている。